# Julie Vlasto
Julie Vlasto Serpieri (Marsiglia, 8 aprile 1903 – Losanna, 2 marzo 1985) è stata una tennista francese.

## Biografia
Vinse nel 1924 l'Open di Francia (singolare femminile) battendo in finale Jeanne Vaussard con il punteggio di 6-2, 6-3. Ai giochi della VIII Olimpiade ottenne una medaglia d'argento nella gara femminile individuale, l'oro andò a Helen Wills.
Inoltre vinse due titoli di doppio femminile all'Open di Francia  in coppia con Suzanne Lenglen, nel 1925 vinsero Evelyn Colyer e Kitty McKane Godfree con 6-1, 9-11, 6-2 e l'anno successivo, nel 1926 la stessa coppia con un risultato più netto: 6-1, 6-1.